# Joel Spira
Joel Boris Spira (født 18. juli 1981 i Stockholm) er en svensk skuespiller. 
Spira studerede oprindeligt biologi ved Stockholms Universitet, men besluttede efterfølgende at fokusere på skuespil. Efter blot at have tilbragt et semester på Spegelteatern i Stockholm søgte Spira ind på Teaterhögskolan i Malmö, hvor han blev optaget. Han dimitterede i 2007.
Spira har for eksempel medvirket i film som Snabba cash (2010), Snabba cash II (2012), Tordenskjold & Kold (2016), Dræberne fra Nibe (2017) og De forbandede år (2020). I 2024 vandt han en Guldbagge for sin hovedrolle i filmen Syndabocken (2023), der er skrevet og instrueret af Axel Petersén.

## Udvalgt filmografi
- Snabba cash (2010)
- Anno 1790 (tv-serie, 2011)
- Snabba cash II (2012)
- Solsidan (tv-serie, 2012)
- Tykkere end vand (tv-serie, 2014-2020)
- Audition (kortfilm, 2015)
- I mørke (kortfilm, 2015)
- Tordenskjold & Kold (2016)
- Under pyramiden (2016)
- Juicebaren (tv-serie, 2016)
- Dræberne fra Nibe (2017)
- Inden vinteren kommer (2018)
- Beck (tv-serie, 2018)
- Conspiracy of Silence (tv-serie, 2018)
- De forbandede år (2020)
- Orca (2020)
- Bergmans ø (tv-serie, 2021)
- Syndabocken (2023)